# Ben Alnwick
Benjamin Robert Alnwick (* 1. Januar 1987 in Prudhoe, England) ist ein englischer Fußballtorwart.

## Karriere

### Verein
Alnwick begann seine Karriere beim AFC Sunderland. Dort spielte er von 2004 bis 2007 als Profi. Sein Debüt gab er, als er zum Ende der Saison 2004/05, die etamäßige Nummer 1 Thomas Myhre ersetzen musste, da dieser verletzt ausschied. Schließlich sicherte sich das Team den ersten Platz in der Football League Championship und stieg in die Premier League auf. Zur neuen Spielzeit verließ Myhre Sunderland und Alnwick konkurrierte mit Neueinkauf Kelvin Davis um den Platz zwischen den Pfosten, wobei er es nicht schaffte sich durchzusetzen. Sein Debüt in der höchsten englischen Spielklasse gab der Jungspieler am 5. November 2005 bei der 1:3-Auswärtsniederlage gegen Stadtrivalen Arsenal London. Davis verließ den Klub nach nur einem Jahr wieder und Alnwick wurde die neue Nummer 1 der Black Cats. Nach schlechten Leistungen zu Beginn der Saison 2006/07 ersetzte ihn Trainer Roy Keane durch Darren Ward. Während der Winterpause 2006/07 verließ Alnwick Sunderland und transferierte zu den Tottenham Hotspur. In Tottenham schaffte er es seither aber nicht zum Stammtorhüter aufzusteigen. Oft war er nur dritte Wahl. Um Spielpraxis zu erhalten, liehen ihn die Hotspur-Verantwortlichen regelmäßig an unterklassige Vereine aus. Im September 2007 sollte er drei Monate das Tor von Luton Town hüten, wurde aber bereits nach vier Wochen wegen einer Verletzung von Paul Robinson wieder an die White Hart Lane zurückgerufen. Im Januar 2008 folgte die zweite Leihperiode und der Torhüter schloss sich bis zum Saisonende Leicester City an. Zur neuen Saison verbesserte sich Alnwicks Position nicht und so lieh ihn der Klub im Oktober 2008 für einen Monat an Carlisle United aus. Sein Debüt im Dress der Spurs gab er dann im Rückspiel des Halbfinals um den League Cup gegen den FC Burnley. Die Begegnung wurde zwar 2:3 n. V. verloren, Tottenham zog aber trotzdem gegen den FC Chelsea ins Finale ein. Dieses gewannen die Spurs-Kicker, ohne dass Alnwick im Kader stand. Zwischen Juli und September 2009 trug der Torhüter das Dress von Norwich City. Nach seiner Rückkehr gab Alnwick sein Ligadebüt, nachdem die eigentliche Nummer 2 Carlo Cudicini verletzt fehlte, für Tottenham im Spiel gegen den FC Burnley am 9. Mai 2010. Bei der Partie kassierte er vier Gegentreffer und das Spiel endete 2:4 aus Sicht der Nordlondoner. Zur Saison 2010/11 verschlechterte sich Alnwicks Position deutlich. Cudicini war inzwischen genesen und mit Stipe Pletikosa wurde ein erfahrener ausländischer Torhüter verpflichtet. Am 14. Oktober 2010 folgte Alnwicks fünfte Leihmannschaft. Für einen Monat wurde er an Leeds United abgegeben.

### Nationalmannschaft
Ben Alnwick wurde am 15. August 2006 zum Spiel gegen Moldawien in die englische U-21-Nationalmannschaft berufen, kam aber nicht zum Einsatz. Zuvor spielte er bereits in anderen Nachwuchsmannschaften des Landes. 2007 war er für das englische Team während der U-21-Europameisterschaft in den Niederlanden nominiert, war dort aber zusammen mit Joe Hart nur Nummer zwei hinter Scott Carson und kam nicht zum Einsatz. Sein Debüt erfolgte beim Freundschaftsspiel gegen Rumänien, wo er zur zweiten Hälfte für Joe Hart eingewechselt wurde.

## Familie
Sein jüngerer Bruder Jak ist ebenfalls Torwart.

## Erfolge
- Gewinn der Football League Championship mit AFC Sunderland: 2005
- League Cup mit Tottenham Hotspur: 2008